# Єлизаветино (Кармаскалинський район)
Єлизаве́тино (рос. Елизаветино, башк. Елизаветино) — присілок у складі Кармаскалинського району Башкортостану, Росія. Входить до складу Адзітаровської сільської ради.
Населення — 7 осіб (2010; 20 в 2002).
Національний склад:
- росіяни — 100 %